# 세계 암의 날

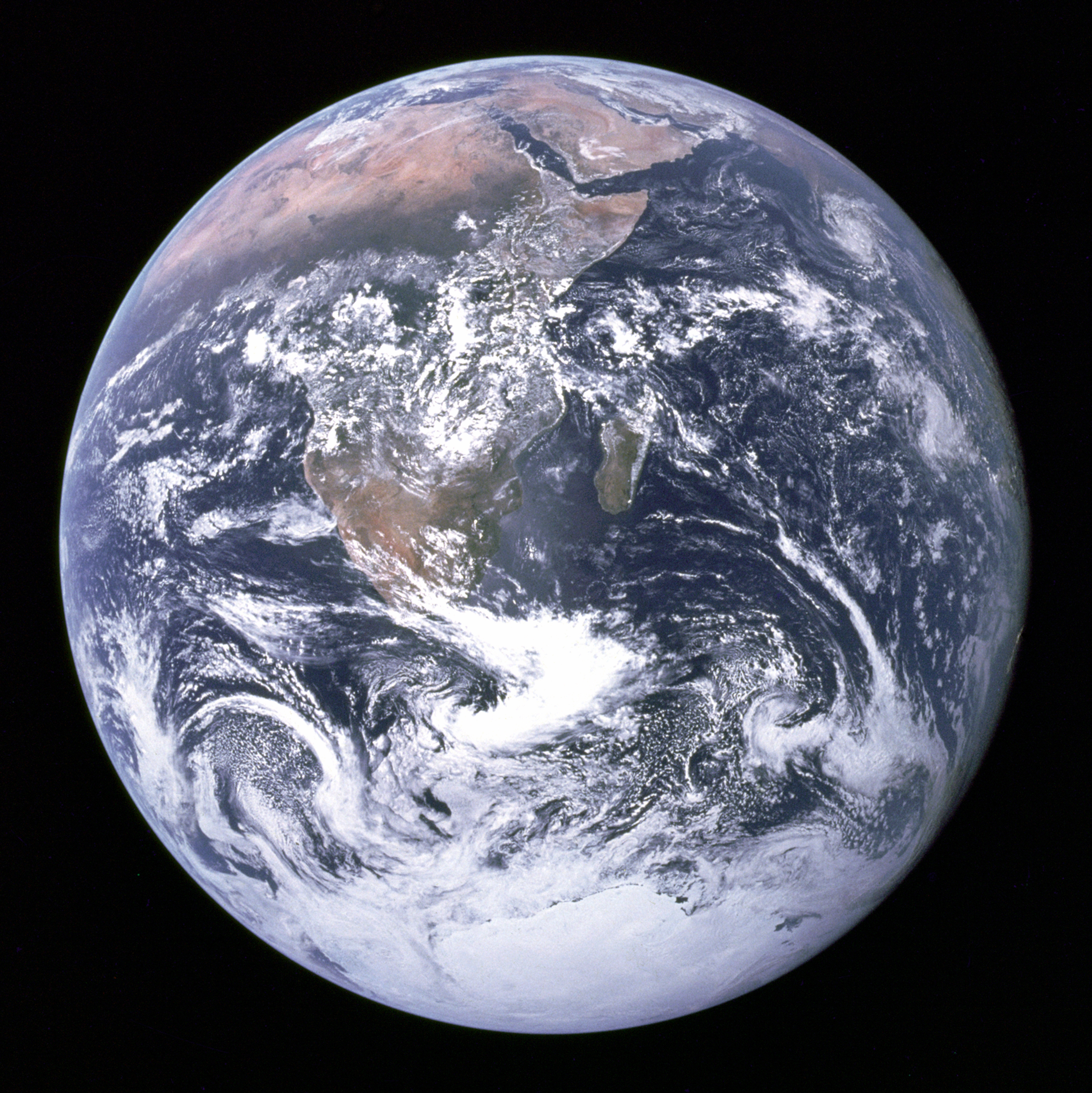

세계 암의 날(World Cancer Day)은 매년 2월 4일이며, 2005년 국제 암 억제 연합(UICC, Union for International Cancer Control)에 의해 제정되었다. 이 날은 2000년 2월 4일 새 천 년을 위한 암 대항 세계 정상 회담(World Summit Against Cancer for the New Millennium)에서 채택된 파리 헌장  에 호응하여 시작된 세계 암 캠페인(World Cancer Campaign)의 일환이다. 그 목표는 다음과 같다. 첫째, 암의 충격에 대한 인식을 제고한다. 둘째, 현존하는 해결책에 대한 이해를 증진한다. 셋째, 지식을 행동으로 옮긴다. 넷째, 집단적인 책임감과 행동을 고무하는 운동을 일으킨다.
이 날 세계 보건 기구(WHO, World Health Organization)는 매년 암을 예방하고 암 환자들의 삶의 질을 높이는 것을 주제로, 국제 암 억제 연합(UICC)의 활동을 지원한다.
한편, 국제 암 억제 연합(UICC)에 따르면 매년 1200만 명이 암 진단을 받으며 760만 명이 암으로 사망한다고 한다. 또한 세계 보건 기구(WHO)는 전 세계의 주요 사망 원인 중 하나가 암이며, 만약 이에 대한 개입이 없다면 2005년부터 2015년까지 암으로 인한 사망자는 8400만 명에 이를 것이라고 추정했다.